# 坂出市塩業資料館
坂出市塩業資料館（さかいでしえんぎょうしりょうかん）は、香川県坂出市にある製塩に関する博物館。

## 背景
かつて瀬戸内海の沿岸地域各地に塩田が見られ、海水から食塩などが取り出されてきた。坂出市の沿岸部にも塩田が複数箇所存在した。入浜式塩田の発祥地も坂出市付近とされる。なお、坂出市では例年5月にさかいで塩まつりが開催されてきた。

## 展示内容
讃岐国で行われてきた製塩の歴史と、それに関連した文化について解説している。また、日本国外から集めた岩塩なども展示されている。

## 補足
- 開館時間 - 9時から17時
- 休館日 - 月曜日（祝日の場合は次の平日が休館）
- 料金 - 有料
- 電話番号 - 0877-47-4040

## 参考資料
- 坂出市塩業資料館（香川県）
- 坂出市塩業資料館（香川県観光協会）